# Тигода (река)
Ти́года — река в Ленинградской и Новгородской областях, левый приток среднего течения Волхова. Длина — 143 км. Площадь бассейна — 2290 км².
Исток реки находится около болота Тушинский мох. Притоки — Лезна, Чудля, Сичева, Смердынька, Равань, Меневша. Река пересекает железнодорожные линии Санкт-Петербург — Москва и Волховстрой — Чудово.

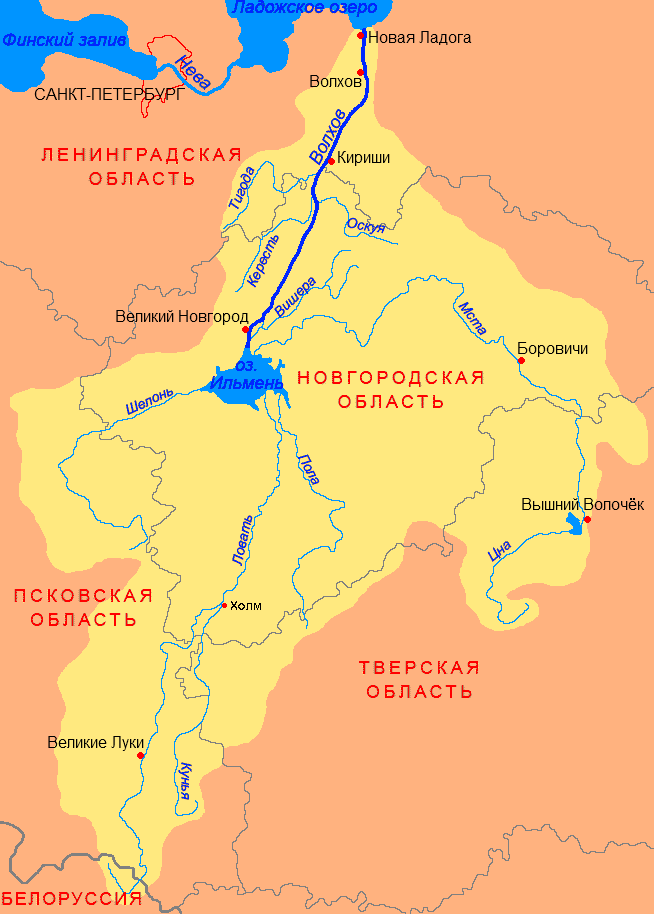
Бассейн Волхова и озера Ильмень

На берегах реки расположен город Любань (83 км от Санкт-Петербурга). Уже в XV веке на этом месте располагалось большое торговое село (упоминается в Новгородской писцовой книге 1500 года).
Впадают притоки (км от устья):
- 6 км: река Кусинка;
- 11 км: река Маневша;
- 15 км: река Чагода;
- 22 км: река Перестержа;
- 28 км: река Доброха;
- 30 км: река Равань;
- 39 км: река Тверезна;
- 55 км: река Кородынька;
- 61 км: река Смердынька;
- 67 км: река Лезна;
- 69 км: река Чудля;
- 100 км: река Сичева;
- 121 км: река Тресна[3].